# Manzanal de los Infantes (kommun)
Manzanal de los Infantes är en kommun i Spanien.   Den ligger i provinsen Provincia de Zamora och regionen Kastilien och Leon, i den nordvästra delen av landet, 290 km nordväst om huvudstaden Madrid. Antalet invånare är 142.